# Júliusi puccs (Ausztria)
A júliusi puccs (németül: Juliputsch) a nemzetiszocialista párt sikertelen kísérlete volt az osztrák kormány megdöntésére 1934. július 25. és július 30. között. Az államcsíny a kancellári hivatal megtámadásával kezdődött és a katonáknak és rendőröknek álcázott SS-legények meggyilkolták Engelbert Dollfuß szövetségi kancellárt. Ezzel egy időben a  puccsisták egy másik csoportja elfoglalta az állami rádió épületét és hamis közleményt adtak ki a kancellár lemondásáról. Utóbbi volt a megbeszélt jel arra, hogy a nemzetiszocialista párt tagjai országszerte felkelést kezdjenek. A tartományokban (főleg Stájerországban és Karintiában) heves harcok kezdődtek a Németországból is segített nácik és a kormányhű hadsereg és rendőrség, valamint az osztrák állampárt Hazafias Fronttal szövetséges félkatonai Heimwehr erői között. 
A puccskísérletet július 30-ra elfojtották. A harcok során több mint 200-an haltak meg. Az államcsíny kudarca után az erre a célra felállított katonai bíróságok mintegy 4000 nemzetiszocialistát ítéltek el, vagy küldtek ideiglenes büntetőtáborokba; 13 puccsistát kivégeztek. A felkelés számos résztvevője a letartóztatás elől a Német Birodalomba vagy Jugoszláviába menekült. 

## Háttér: Ausztria 1933 januárja és 1934 júliusa között

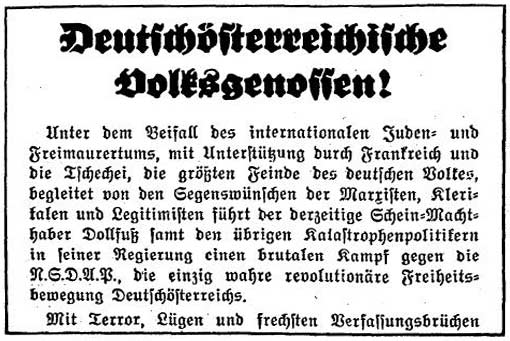
Dollfuß-ellenes náci propagandaplakát (1933 júliusa)

1933. január 30-án Adolf Hitler lett Németország kancellárja és ez hatalmas lendületet adott az osztrák nemzetiszocialistáknak is. Azonban március 4-én az osztrák parlament működésképtelenné vált és Dollfuß kancellár ezt követően tekintélyelvű rendszert kezdett kiépíteni; így a nemzetiszocialisták előtt lezárult az út, hogy a német példát követve a választások megnyerésével juthassanak hatalomra. Dollfuß egyik első intézkedéseként korlátozta a sajtószabadságot és 1933. március 8-tól kezdve utcai gyülekezési tilalmat rendelt el. A náci pártvezetés kiadta az utasítást, hogy a tilalmat minden legális eszközzel próbálják megkerülni, tartsanak klubgyűléseket, előadásokat, filmvetítéseket, aktivistáik járjanak házról házra. Semmiképpen sem akarták hagyni, hogy mozgalmuk lendületét, aktivitását a hatóságok megtörjék; akcióikkal be akarták bizonyítani, hogy a párt „A tiltás ellenére sem halt meg!” (Trotz Verbot nicht tot! hangzott a párt szlogenje).
A jobboldali bécsi kormány ekkor a szociáldemokrata pártot tartotta fő ellenfelének és 1933 márciusa és áprilisa belpolitikai szempontból viszonylag nyugodtan telt. Május 15-én azonban Dollfuß kiutasította Hans Frank bajor igazságügyminisztert, aki bécsi látogatása során náci propagandát folytatott. Hitler válaszul elrendelte, hogy minden német állampolgárnak, aki Ausztriába akar látogatni, ezer márkát kell befizetnie az államkasszába. Az osztrák kormány erre elkezdte a nemzetiszocialista párt zaklatását: házkutatásokat tartottak a pártirodákban és letartóztatták az aktivistákat. Június 17-ig mintegy 2500 osztrák nácit zártak be, köztük a párt szinte valamennyi kulcsfontosságú funkcionáriusát.
1933. június 19-én Kremsben két náci aktivista kézigránátot dobott egy "keresztény-német" (kormánypárti) sportegylet tagjai közé és harmincan megsérültek. Az NSDAP-t és a vele szövetséges stájer Heimatschutzot még azon a napon betiltották. Bár a betiltás felkészületlenül érte az osztrák nemzetiszocialistákat, azért nem volt teljesen váratlan fejlemény. A nemzetiszocialista mozgalom úgy tartotta fenn belső koherenciáját, hogy tagjai látszólag apolitikus szervezetekhez csatlakoztak, beszivárogtak azokba; illetve azokat a német nemzeti egyesületeket (mint pl. a német nemzeti tornászegyleteket, a Südmark Német Iskolaszövetséget, az Alpesi Szövetséget és másokat), amelyeket már befolyásuk alá vontak, viszonylag rövid idő alatt az illegalitásban folytatott harc platformjaivá alakították át. 1933. július 5-én a Birodalomba menekült osztrák náci vezetőség kiáltványt bocsátott ki támogatói részére, amelyben megesküdtek, hogy minden eszközzel és „kíméletlen keménységgel” harcolnak a bécsi kormány ellen, amíg el nem érik a célt, „Ausztria felszabadítását”.
A nácik illegális akciói a betiltást követően alábbhagytak, de még 1933 nyarán ismét meredeken emelkedni kezdtek. A kormány ezért kénytelen volt ún. szükségrendeletek sorozatához folyamodni az ellenük folytatott küzdelemben. A fontos infrastrukturális létesítmények ellen elkövetett támadások növekvő száma miatt 1933 júliusában lépett hatályba egy rendelet, amely lehetővé tette, hogy az ilyen támadások elkövetőit ne rendes bírósági, hanem sokkal gyorsabb közigazgatási eljárásban lehessen megbüntetni, ahol viszont csak háromtól hat hónapig terjedő szabadságvesztést lehetett kiszabni. Egy szeptemberi rendelet lehetővé tette az államellenes tevékenységgel gyanúsítottak megelőző őrizetbe vételét, amit aztán határozatlan időre meghosszabbíthattak. Az év végén már ismeretlen tettesek esetén is letartóztatták az adott település prominens nemzetiszocialistáit. A rendőrséget, amely az egyre gyakoribbá váló ügyeletek, járőrözések, megfigyelések teljesítőképességének határára juttattak, 1933 szeptemberében az ún. önkéntes védegyletek segítségével tehermentesítették.
A kormány intézkedései nem voltak elegendőek a nácik akcióinak érezhető visszaszorítására. A nemzetiszocialisták csak még inkább az osztrák állam ellen fordultak és 1933. december 31-től még erősebb terrorhullámmal válaszoltak. 1934. január 8-ig legalább 140 robbantásos merényletet hajtottak végre, hogy megzavarják a gazdasági életet, akadályozzák az idegenforgalmat és általában nyugtalanítsák a lakosságot. Ezt követően a helyzet áprilisig nyugodtabbá vált, de aztán újabb hatalmas terrorhullám vette kezdetét, amely változó intenzitással és súlypontokkal egészen a júliusi puccsig folytatódott.
A júliusi puccsot megelőző hónapokban a náci párt és a kormány viszonya erőszakspirálba torkollott és egyre kevésbé volt valószínű, hogy belátható időn belül vissza tudnak térni a békés együttéléshez. A nemzetiszocialisták kénytelenek voltak belátni, hogy pusztán terrorakciókkal nem tudják megbuktatni a kormányt. A hatalomátvétel egyre távolabbinak tűnt, emiatti frusztrációjukat viszont még féktelenebb terrorban élték ki.

## Előzmények és tervek
1934 márciusában Fridolin Glass, a bécsi 89-es SS-osztag parancsnoka a müncheni SA-központ helyett közvetlenül a berlini SS-vezetés alá rendelte egységét. Ez az intézkedés erős rivalizálást váltott ki az SS és az SA között; Hermann Reschny SA-Obergruppenführer lázadással vádolta meg Glasst és rövid időre őrizetbe is vétette Münchenben. A leendő puccskísérlet két másik vezetőjéhez, Otto Wächterhez és Rudolf Weydenhammerhez hasonlóan Glass is elszigetelődött. Hogy visszanyerje befolyását a mozgalmon belül, kapcsolatba lépett Alfred Rodenbücher SS-csoportfőnökkel és Hanns Albin Rauterrel, a nácik ausztriai regionális vezetőségének vezérkari főnökével (aki korábban a Heimatschutz vezetője volt). Ők dolgozták ki a fegyveres hatalomátvétel terveit, miközben az osztrák SA-t az előkészületek során figyelmen kívül hagyták vagy szándékosan félrevezették. August Edler von Meyszner például, a 27-es SA-osztag parancsnoka, szándékosan nem tájékoztatta a tervről a stábját. A terv stratégiai sarokköveit egy június 25-i zürichi megbeszélésen fektették le. Itt jelen volt Glass, a puccs katonai vezetője; Wächter mint politikai szervező; a Münchennel és Anton Rintelen stájer kormányzóval kapcsolatot tartó Weydenhammer; valamint német részről a Hitler által küldött Theo Habicht. 
Hitler elvben csak arra hatalmazta fel Habichtot, hogy csatlakozzon az osztrák hadsereg esetleges puccsához, de ennek valószínűsége igen csekély vol.; Újabb kutatások szerint Hitler tisztában volt Habicht terveivel és személyesen rendelte el a júliusi puccsot.“
Június utolsó napjaiban megkezdték előkészíteni az akcióban érintett egységeket, de az osztrák SA vezetését csak július 10. és 17. között tájékoztatták (a pontos időpontot ekkor sem árulták el nekik). Az osztrák belbiztonság így is tudomást szerzett a zürichi találkozóról. Megkapták egy magyar diplomata memorandumát is, akit a párizsi osztrák katonai attasé, a náciszimpatizáns Lothar Rendulic tájékoztatott a tervezett akcióról. Az előkészületek Stájerországban jutottak a legtovább, ahol Walther Oberhaidacher náci Gauleiter a járási vezetők gyűlésén részletes utasításokat adott és rádiólehallgató szolgálatot állítottak fel, hogy ne mulasszák el az általános felkelés jeleként szolgáló rádióüzenetet.

## Az államcsíny

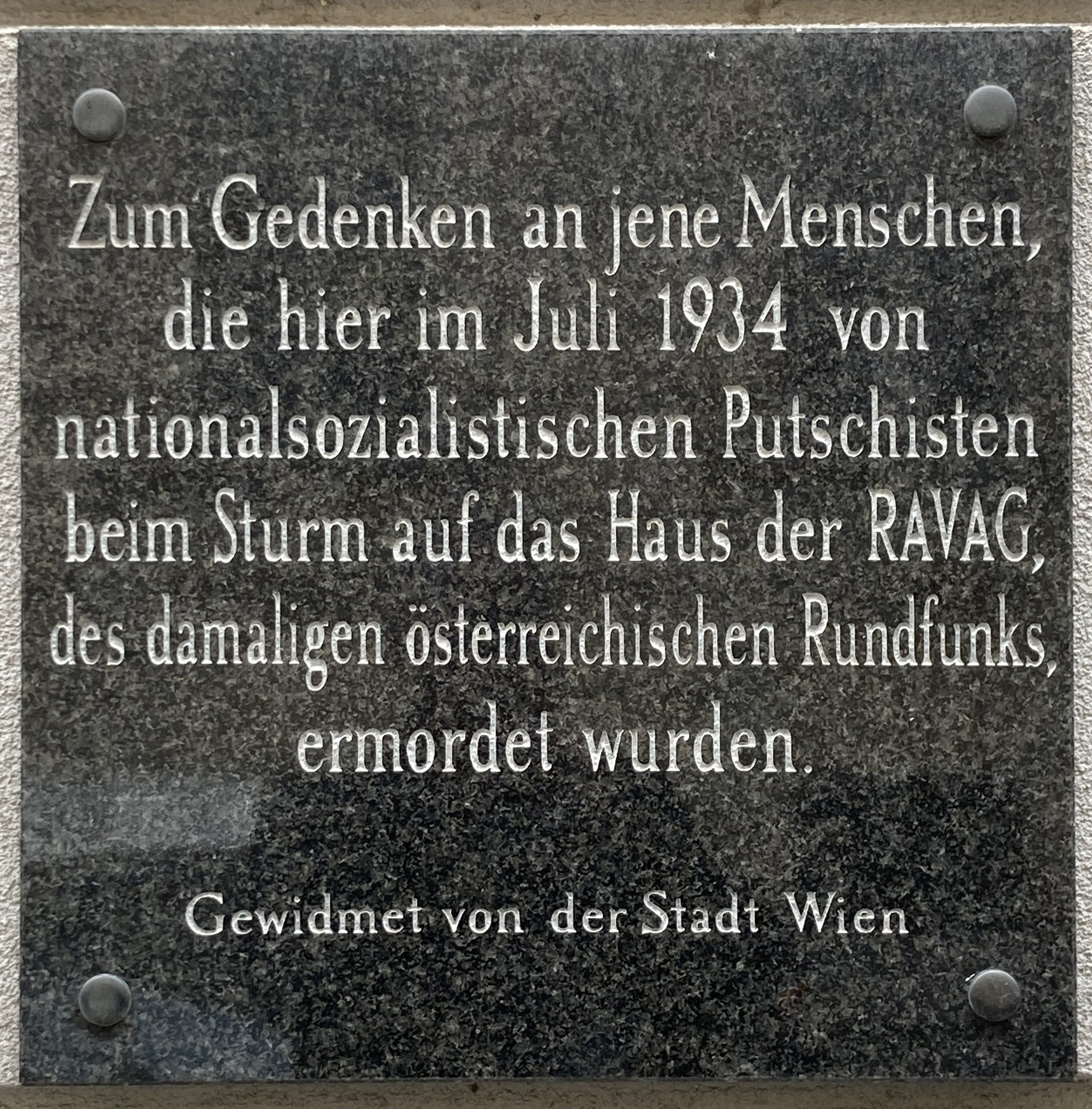
A rádió áldozatainak emléktáblája

1933 közepétől az osztrák nácik számos, többé-kevésbé kiforrott tervet dolgoztak ki az erőszakos hatalomátvételre. A rendőrség és a belső elhárítás nyomozásaik és a náci párttagok árulásai révén rendszeresen kaptak róluk nem túl megbízható információkat és többször is fokozott készültségbe helyezték őket. Emiatt a tényleges puccs kitörésekor nem reagáltak elég gyorsan és erélyesen; így július 25-én a nemzetiszocialisták akciója sikeresen indulhatott.
1934. július 25-én a puccsisták Bécs Neubau kerületében egy tornászegylet épületében gyűltek össze, ahol fegyverekkel és egyenruhákkal látták el őket. Innen 154, az osztrák hadsereg katonáinak és rendőreinek egyenruhájába öltözött SS-tag behatolt a szövetségi kancellári hivatalba, ahol meggyilkolták Engelbert Dollfuß kancellárt. Dollfußt két halálos lövés érte, a munkanélküli Otto Planetta és Rudolf Prochaska, az SA illegális tagja részéről. A kormány többi tagjának sikerült elmenekülnie. A haldokló Dollfuß hiába kérte, nem hívtak hozzá sem orvost, sem papot. 
A puccsisták egy másik csoportja elfoglalta az állami rádió (Radioverkehrs AG, RAVAG) épületét (ez volt a történelem első rádiófoglalása) és hamis jelentést sugárzott arról, hogy Dollfuß átadta a hatalmat Anton Rintelennek. Ez volt a jel arra, hogy szerte Ausztriában induljon el a nemzetiszocialisták felkelése. Karintia, Stájerország és Felső-Ausztria egyes részein több napig tartó harcok kezdődtek, Salzburgban pedig kisebb felkelések indultak. A legintenzívebb harcokra Felső-Stájerországban, főleg a Judenburg és Leoben közötti ipari térségben, valamint a stájerországi Enns-völgyben, a délnyugat-stájerországi Deutschlandsbergben és a délkelet-stájerországi Bad Radkersburg környékén került sor. A legtöbb áldozatot a schladmingi és leobeni összecsapások követelték. Karintiában a puccs központjai Alsó-Karintiában és a Lavant-völgyben voltak. Felső-Ausztriában a harcok a Pyhrn-hágóra és a felső Mühlviertelre összpontosultak, ahol a bajor-osztrák határon fekvő Kollerschlag térségében július 26-ról július 27-re virradó éjszaka az Osztrák Légió (Németországba menekült ausztriai nácik) egy különítménye behatolt az osztrák területre és megtámadta a vámőrséget és egy csendőrőrsöt. 
Július 26-án kora reggel a kollerschlagi határátkelőnél letartóztattak egy Németországból érkező futárt, akinél olyan dokumentumokat találtak, amik egyértelművé tették hogy a puccsot Bajorországból is szervezték.

## A kudarc

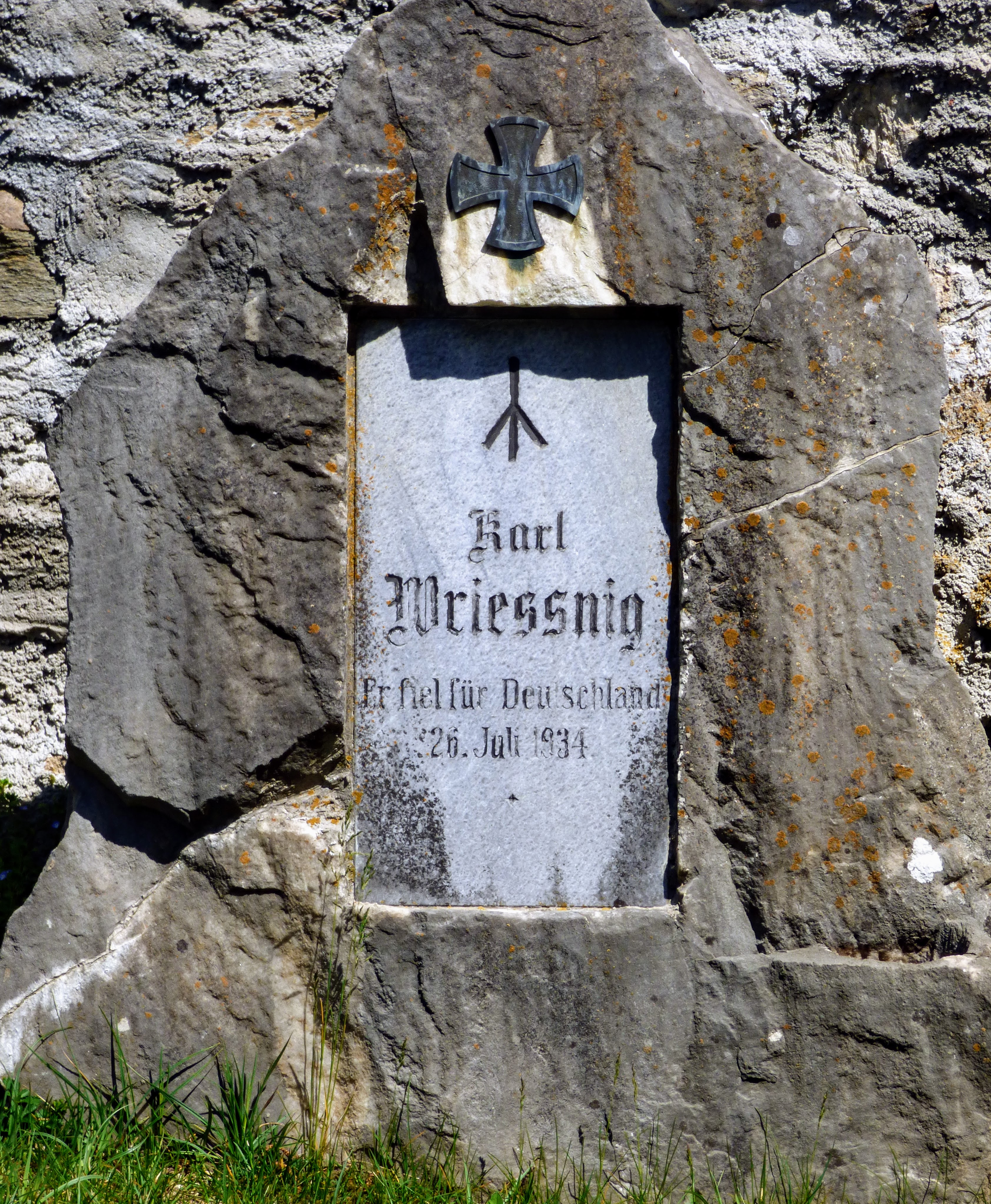
Völkermarktnál elesett náci felkelő sírja

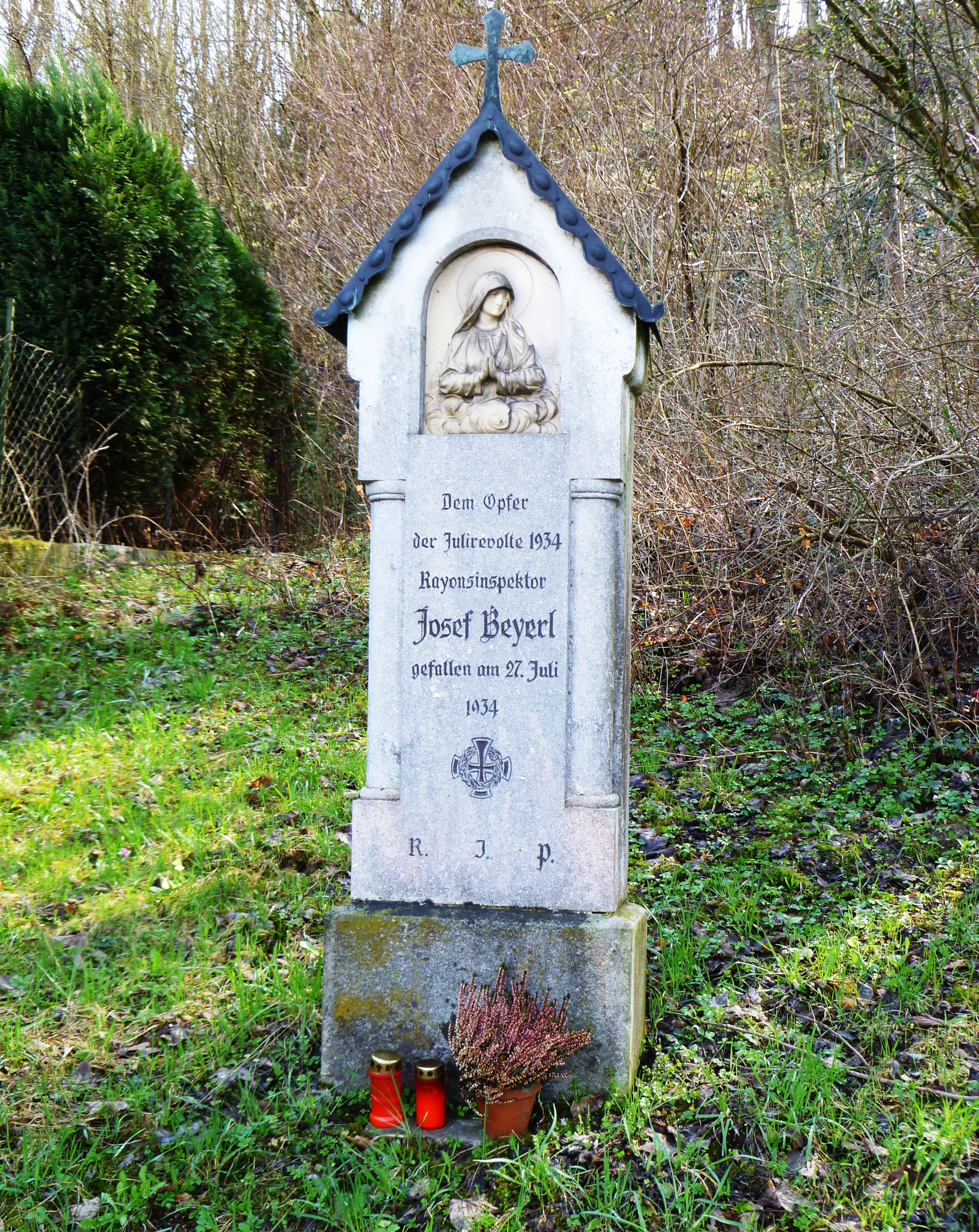
Wilheringnél elesett csendőrtiszt sírja

A puccs tervezése során a különféle nemzetiszocialista szervezetek és vezetőik egymással rivalizáltak, hatalmi játszmákba keveredtek és a lehető legnagyobb titoktartásra törekedtek. Ennek eredményeképpen az utasítási láncok gyakran megszakadtak, vagy keresztezték egymást; így puccsisták nem tudták összehangolni támadásaikat, ami aztán döntő szerepet játszott a kudarcban. 
Végeredményben az államcsíny sikeréhez szükségesnek tartott három feltétel közül egyik sem teljesült: nem fogták el a teljes kormánykabinetet, és nem tartóztatták le Wilhelm Miklas köztársasági elnököt sem; a rendőrség és a hadsereg nem állt át a puccsistákhoz, és semleges sem maradt, hanem kezdettől fogva fellépett ellenük; és a remélt spontán népfelkelésre sem került sor. Utólag visszatekintve szinte öngyilkosság volt, hogy a felkelést eleve a szövetségi tartományokban kezdték el. Hogy mennyire irracionálisak voltak a várakozások és mennyire biztosak voltak a győzelemben, azt szemléletesen illusztrálja a leibnitzi 47. SA-osztag példája. Ennek parancsnoka a kormány lemondásáról szóló rádiójelentés után kiküldte az összes rendelkezésére álló futárt, hogy riadóztassa a parancsnoksága alá tartozó csoportokat és SA-alakulatokat. Amikor kiderült, hogy Rintelen stájerországi kormányzó elhatárolódott a puccsistáktól és így nyilvánvalóvá vált, hogy a hadművelet nem a tervezett módon fog lezajlani, a parancsnoknak már nem voltak további futárjai és nem tudta visszavonni a támadásra felszólító parancsokat. A vezetőségnek eszébe sem jutott, hogy legalább egy futárt visszatartson tartaléknak arra az esetre, ha nehézségek merülnének fel.
Mint a felkelés lefolyása megmutatta, a nemzetiszocialista mozgalom katonai erejét és befolyását sok esetben túlbecsülték. A náci parancsnokok gyakran maguk is eltúlozták a hozzájuk tartozó csapatok létszámát és fegyverzetét, hogy feletteseik előtt jó színben tűnjenek fel. A tervezők eredetileg azzal számoltak, hogy csak 1934 szeptemberére tudják teljesen felfegyverezni tartományi szervezeteiket, így a puccsistáknak csak Felső-Stájerországban és Karintiában állt rendelkezésükre elegendő fegyver. A többi helyen a fegyver- és lőszerhiány kezdettől fogva jelentős problémákat okozott, így kénytelenek voltak kifosztani a Heimwehr fegyverraktárait vagy magánszemélyektől koboztak el puskákat; mindezzel azonban időt veszítettek és csak enyhíteni tudták a problémát. Az akció kitűzött napján az SA-rohamcsapatok számos tagja (és gyakran vezetőik sem) nem jelentek meg a gyülekezési pontokon, a vezetők jelentős hányada pedig letartóztatásban volt. Emiatt egyes helységekben (pl. Schladmingban) a mozgalmon kívüliek ragadták magukhoz a parancsnokságot, akik aztán a baj első jelére elmenekültek.
A tisztázatlan utasítási láncok és a nem megfelelően kidolgozott kapcsolattartási és jelentési rendszer miatt a parancsnokok sokszor nem voltak tisztában a saját és a szomszédos területek aktuális helyzetével. Legtöbbször még azt sem tudták ellenőrizni, hogy végrehajtották-e a kiadott utasításokat. A náci osztagokból gyakran hiányzott a fegyelem. Bár szívesen játszottak katonásdit az SA-rohamosztagokban, a tényleges harci helyzetek követelményeinek nem tudtak megfelelni. Elhanyagolták az őrködést, elmulasztották elvágni a telefonhálózatot, így a hadsereg akadálytalanul tudta mozgatni a csapatait és a kormány részletes helyzetjelentéseket kaphatott a csendőrőrsökről és a postahivatalokból.
Ennek ellenére a hadsereg utólag úgy jelentette, hogy pl. Stájerországban „jól felszerelt, a fegyverhasználatban gyakorlott ellenféllel” állt szemben; amivel talán csak saját teljesítményét igyekezett felülértékelni.

## Következmények
A sikertelen júliusi puccs katasztrofális hatással volt az osztrák nemzetiszocialista mozgalomra. A támogatói által legyőzhetetlennek tartott párt néhány nap alatt szinte teljesen összeomlott, köreiben „bénító rémület és zűrzavar” uralkodott, ahogyan azt a stájer rendőrfőnök jelentése is megállapította. A párt több ezer funkcionáriusát, aktivistáját és támogatóját vagy letartóztatták, vagy azok a Német Birodalomba és Jugoszláviába menekültek. Az osztrák NSDAP szervezete szinte teljesen szétesett. Az alapszervezetek, az SA és az SS közötti ellentétek azonban megmaradtak és ezekből a belső hatalmi harcokból egyre inkább az SS került elő győztesen. A párton belül teljes volt a zűrzavar az osztrák kormánnyal szemben követendő stratégiát illetően is: míg a politikai szervezetek elvileg elfogadhatónak tartották a megbékélést, addig az SA továbbra is a konfrontáció híve maradt. 
A csalódott Hitler a puccs után teljesen elhatárolódott az osztrák náciktól. Már 1934. július 27-én megtiltotta minden, az osztrák ügyekben érintett politikai vezetőnek, hogy a felkelést támogassa vagy bármilyen velük kapcsolatos tevékenységet folytasson. Augusztus 3-án feloszlatta az NSDAP osztrák szárnyának vezetőségét, mert őket hibáztatta a kudarcért. Theo Habicht elvesztette minden párton belüli funkcióját. Az Osztrák Légiót lefegyverezték és kivonták az osztrák határ mellől. Vizsgálatokat indítottak a kudarc okainak kiderítésére, de Himmler utasítására ezeket hamarosan leállították, hogy ne szítsák tovább a párton belüli vitákat. A puccs Németországba menekült szervezői egymást okolták a sikertelenségért és igyekeztek tisztázni a saját személyüket. 
A júliusi puccs után letartóztatott nácikat az osztrák hatóságok és az ügyészség súlyos és enyhe esetekre osztotta. Az előbbieket (vezetők, harcokban résztvevők, futárok) katonai bíróság elé állították, míg az utóbbiakat (büntetőjogi felelősségre vonás és vagyonelkobzás nélkül) ideiglenesen büntetőtáborokba zárták, így ők megúszták a tárgyalást.. A nagyszámú letartóztatott miatt sokhelyütt súlyos munkaerőhiány lépett fel, ezért augusztus 25-én a Közbiztonsági Főigazgatóság (Generaldirektion für die öffentliche Sicherheit) engedélyezte az őrizetesek szabadlábra helyezését, hogy elvégezhessék a sürgős mezőgazdasági munkákat.
A tárgyalások lefolytatása a következő hónapokban az osztrák napilapok központi témája volt. A bírók sok esetben nyilvánvalóan elfogultak voltak a vádlottak kárára, legtöbbször csak olyan tanúkat idéztek be, akiknek a vallomása a legjobban megfelelt a vádnak. A védőügyvédeket a lehető legnagyobb mértékben akadályozták, nem volt elég idejük az ügyekkel foglalkozni és a felmentési bizonyítási indítványokat leállították. A lényeg a minél gyorsabb és minél elrettentőbb ítélethozatal volt. Számos vádlottat halálra ítéltek és 13-at ki is végeztek. A gyorsított eljárások hozzájárultak ahhoz, hogy a puccs során a kormányoldalon napvilágra került hiányosságokat, baklövéseket és következetlenségeket a szőnyeg alá söpörhessék, és a szélesebb nyilvánosság soha ne ismerje meg őket.
A halálos áldozatokat illetően különböző becslések ismertek. Korábban (Erwin Steinböck hadtörténész 1965-ös adatai alapján) úgy vélték a júliusi puccs és annak közvetlen következményei következtében összesen 270-en haltak meg. Ebből a nemzetiszocialista oldalon 153-an (beleértve a 13 kivégzettet és 7 öngyilkost vagy politikai gyilkosság áldozatát), míg a kormányoldalon 117-en (köztük 13 civil) vesztették életüket. Újabb forráskutatások alapján 223-ra teszik a halottak számát: 111-en a náci oldalon (köztük a 13 kivégzett), 101-en a kormányoldalon és 11 civil. A sebesültek száma 500-600 körüli volt.
A meggyilkolt Dollfuß helyett Kurt Schuschnigg lett az új szövetségi kancellár, Ernst Rüdiger Starhemberg pedig alkancellár és a Hazafias Front (az állampárt) elnöke. 

## A puccs utóélete

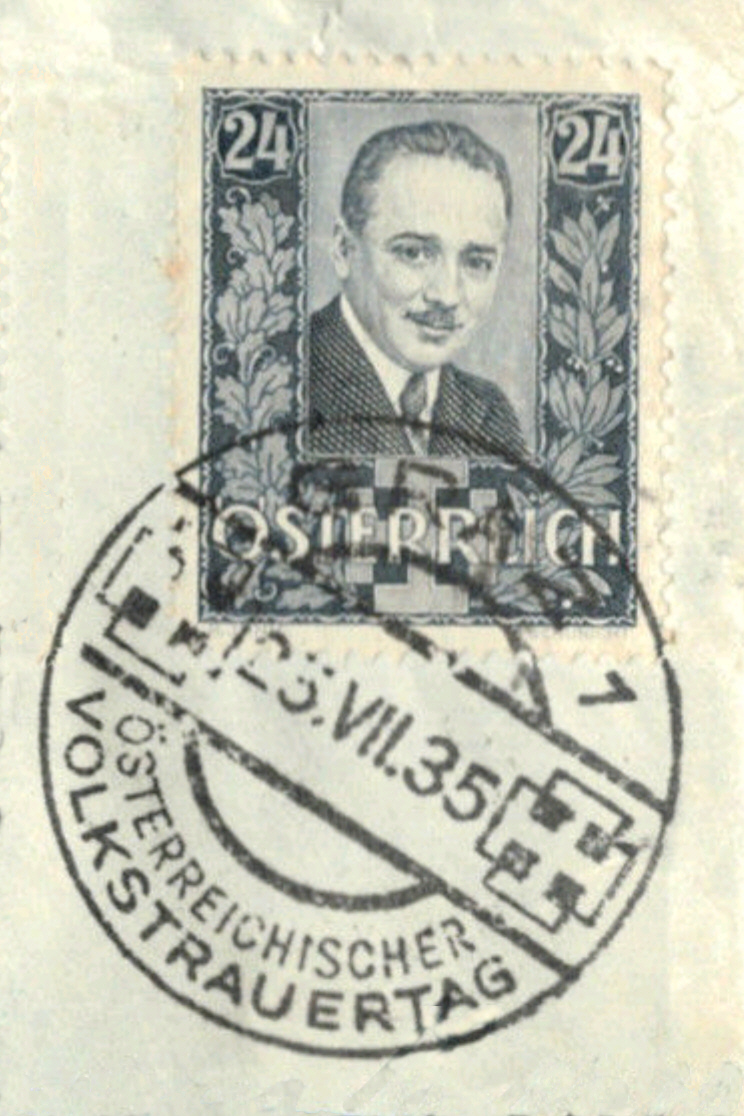
1935-ös emlékbélyeg Dollfuß arcképével

Az ausztrofasiszta kormánypropaganda szinte közvetlenül az események után elkezdett mítoszokat szőni a puccskísérlet leverése köré. A meggyilkolt Dollfußból „hős kancellár”, „Ausztria mártírja”, „Ausztria Isten által küldött megmentője” vált; szinte már természetfeletti tulajdonságokkal ruházták fel. Ennek a groteszk és vallásos módon megszépített Dollfuß-kultusznak látható kifejeződései voltak a Dollfußról elnevezett utcák, terek, templomok, a számára felállított kápolnák, keresztek és mellszobrok. 1937 júliusában a grazi Opernringen felavatták a Gustinus Ambrosi alkotta Dollfuß-emlékművet, amely a kancellár több méter magas talapzatra szerelt, szinte embernagyságú fejét ábrázolta.
Számtalan ünnepséget tartottak a július 25-i hősök emlékére, különösen ott, ahol harcok is folytak. Július 25-ét osztrák nemzeti gyásznapnak nyilvánították. Ebből az alkalomból két emlékbélyeget (1935-ben és 1936-ban) adtak ki, rajtuk Dollfuß portréjával. 
A nemzetiszocialisták körében hasonló hőskultusz alakult ki a júliusi puccs résztvevőit illetően, bár Ausztriában ez érthető módon csak az 1938-as Anschluss után tudott  nyilvánosan kibontakozni. A harcokban elesett, de mindenekelőtt a kivégzett nácikra „És mégis győztetek!” szlogennel emlékeztek; úgy tartották, hogy becsületes németként hősiesen feláldozták életüket egy igazságtalan rendszerrel szembeni harcban. A Dollfuß-emlékműveket lebontották és az utcákat, tereket az elesett vagy kivégzett nemzetiszocialistákról nevezték el.

## Fordítás
- Ez a szócikk részben vagy egészben  a   Juliputsch című német Wikipédia-szócikk ezen változatának fordításán alapul.  Az eredeti cikk szerkesztőit annak laptörténete sorolja fel. Ez a jelzés csupán a megfogalmazás eredetét és a szerzői jogokat jelzi, nem szolgál a cikkben szereplő információk forrásmegjelöléseként.